# Rhizorhina hystrix
Rhizorhina hystrix is een eenoogkreeftjessoort uit de familie van de Nicothoidae. De wetenschappelijke naam van de soort is voor het eerst geldig gepubliceerd in 1988 door Boxshall & Harrison.